# Pitangui (kommun)
Pitangui är en kommun i Brasilien.   Den ligger i delstaten Minas Gerais, i den sydöstra delen av landet, 500 km sydost om huvudstaden Brasília. Antalet invånare är 25 339.
Följande samhällen finns i Pitangui:
- Pitangui

Omgivningarna runt Pitangui är huvudsakligen savann. Runt Pitangui är det ganska glesbefolkat, med 40 invånare per kvadratkilometer.